# Heliga ikonen Guds moder av Kazans kyrka, Verhnij Avsjan
Heliga ikonen Guds moder av Kazans kyrka (ryska: Церковь Казанской иконы Божией Матери; translitteration: Tserkov Kazanskoij ikonji Bosheij Materi) är en rysk-ortodox kyrkobyggnad belägen i byn Verhnij Avsjan i delrepubliken Basjkirien, i den östliga delen av europeiska Ryssland.
Kyrkan är helgad åt en ikon vid namn ''Vår Fru av Kazan'' och tillhör Birsks stift.

## Historik
Heliga ikonen Guds moder av Kazans kyrka i Verhnij Avsjan byggdes år 1877 av adelsmannen Dmitrij Jegorovitj Benardaki. Arkitekten var Nikolaj Zacharov.
Under en tid av det sovjetiska styret fanns en klubb i kyrkan. Freskerna, kupolen och klocktornet förstördes bland annat.
1994 lämnades kyrkan tillbaka till församlingen. Idag (oktober 2013) har kyrkan delvis restaurerats.

## Inventarier
Inne i kyrkan finns tre altare.